# Опистопроктови
Опистопроктовите (Opisthoproctidae) са семейство актиноптери от разред Аржентинообразни (Argentiniformes).
Таксонът е описан за пръв път от Дейвид Стар Джордан през 1923 година.

## Родове
- Bathylychnops
- Dolichopteroides
- Dolichopteryx
- Ioichthys
- Macropinna – Малкоусти макропини
- Monacoa
- Opisthoproctus
- Rhynchohyalus
- Winteria